# علی لاجامی
علی لاجامی (عربی: علي لاجامي؛ زادهٔ ۲۵ آوریل ۱۹۹۶) بازیکن فوتبال‌است که برای لیگ حرفه‌ای فوتبال عربستان و باشگاه فوتبال النصر عربستان سعودی به عنوان مدافع بازی می‌کند.